# أكرم عجة
أكرم عجة (21 أبريل 1918 - 28 أكتوبر 1991) كان رجل أعمال سعودي من أصل سوري. كان عجة وسيطًا في الصفقات بين المملكة العربية السعودية وفرنسا، وخاصة في مبيعات الأسلحة. أسّس عجة شركة (Techniques d'Avant Garde)، وهي شركة استثمارية تركز على التقنيات المتقدمة.
في عام 1985، اشترت شركة (TAG) شركة تصنيع الساعات السويسرية (Heuer)، حيث قامت بدمج علامتي TAG وHeuer لإنشاء علامة تاغ هوير (TAG Heuer). زادت بعد ذلك المبيعات في جميع أنحاء العالم بشكل كبير.
في عام 1999، اشترت الشركة الفرنسية أل في أم أش - مويت هنسي لوي فيتون (LVMH) الشركة الفرعية لـTAG Heuer مقابل 740 مليون دولار أمريكي.
مجموعة TAG هي الآن شركة قابضة في المقام الأول لشركة عجة المساهمة في (TAG Aviation) ومجموعة مكلارين (MTG).

## صفقة اليمامة
شارك عجة في تسويق الطائرة المقاتلة الفرنسية ميراج 2000 إلى المملكة العربية السعودية في منافسة مع تورنادو البريطانية.
سنة 1994، قال الملياردير السعودي عدنان خاشقجي إن فريق المبيعات البريطاني كان مقتنعًا بأن عجة سيتخلى عن دوره في الوساطة مع الفرنسيين. بعد ذلك تمكّنت شركة بريتش إيروسبيس من الحصول على صفقة اليمامة، وهي سلسلة من صفقات شراء ضخمة بشكل غير مسبوق لأسلحة بريطانية من قبل الحكومة السعودية.

## عابرة المحيط الفرنسية (SS France)
اشترى أكرم عجة عابرة المحيط الفرنسية (SS France) في 24 أكتوبر 1977 مقابل 80 مليون فرنك. في 25 يونيو 1979، باعها إلى كنوت كلوستر، صاحب الخط الكاريبي النرويجي، مقابل 77 مليون فرنك.

## حياته الشخصية
تزوّج عجة أربع مرات. كان متزوجًا أولاً من امرأة فرنسية أنجب معها خمسة أطفال منهم منصور وعزيز. تزوج لاحقًا من ناهد عجة (مواليد 1959) وهي ابنة وزير الدفاع السوري السابق مصطفى طلاس.

## وفاته
توفي أكرم عجة بسبب مرض السكري في صباح يوم 28 أكتوبر 1991، في منزله في «ساحة الولايات المتحدة» في باريس. دُفِن بعد ذلك في أحد مقابر بلدية نويي-سور-سين، الواقعة في مدينة نانتير.